# Bertil Andersson (fotbollsspelare)
Bertil Andersson, född 14 april 1948, död 18 november 2023, var en svensk fotbollsspelare. Han spelade som mittback i den upplaga av Halmstads BK som tog SM-guld 1976. 
Andersson kom till Halmstads BK 1973 från moderklubben Hässleholms IF, där han debuterat i A-laget som 17-åring. Han var från början vänsterback men skolades om till mittback. Han representerade HBK fram till 1979 och spelade totalt 101 matcher i allsvenskan. Efter att ha lämnat HBK spelade han i lägre serier för klubbarna IFK Kristianstad (1979), BK Astrio (1980) och Snöstorps IF (1981). Efter spelarkarriären var han verksam som tränare, främst på lägre nivå men även som assistent åt Stuart Baxter i HBK.